# Francesco Lanza
Francesco Lanza (Nàpols, Campània, 1782 - 1862) fou un compositor italià.
Va romandre a Londres durant bastants anys i, al tornar a la seva pàtria, entrà com a professor de piano en el Conservatori de Sant Pietro de Magella (1812). Se'l considera el fundador de l'escola de piano napolitana.
Entre les seves obres, destaquen diverses sonates per a piano, que són verdaderament notables. També va escriure les òperes bufes Le nozze per fanatismo i L'ingannatrice.